# Wiener Zeitschrift für Kunst, Litteratur, Theater und Mode
Wiener Zeitschrift für Kunst, Litteratur, Theater und Mode (abreviado Wiener Z. Kunst) es una revista con ilustraciones y descripciones botánicas que fue editada en Viena desde el año 1817 hasta 1848.